# ماتيو ميشيل
ماتيو ميشيل (بالفرنسية: Mathieu Michel)‏ (4 سبتمبر 1991 نيم فرنسا - ) هو لاعب كرة قدم فرنسي يلعب كحارس مرمى.

## روابط خارجية
- ماتيو ميشيل على موقع قاعدة بيانات كرة القدم.إي يو (الإنجليزية)
- ماتيو ميشيل على موقع Soccerway.com (الإنجليزية)
- ماتيو ميشيل على موقع AS.com (الإسبانية)